# Martin Gardner
Martin Gardner (Tulsa, Oklahoma, 1914. október 21. – Norman, Oklahoma, 2010. május 22.) amerikai matematikus, matematikai ismeretterjesztő író.

## Magyarul megjelent művei
- Szórakoztató matematikai fejtörők; ford. Kepes János; Typotex, Budapest, 2023
- Legkedvesebb matematikai és logikai fejtörőim; ford. Kepes János; Typotex, Budapest, 2024